# Anhedonia
L'anhedonia (del grec ἀν-  an  -, 'sense' i ἡδονή  hēdonē , ‘plaure’) és l'alteració de l'afectivitat caracteritzada per la disminució o la desaparició de la capacitat d'experimentar plaer.
És la incapacitat d'experimentar el plaer de les activitats que se solen trobar agradables, p. ex. exercici, aficions, cant, activitats sexuals o interaccions socials. Mentre que les definicions anteriors de l'anhedonia emfasitzaven l'experiència agradable, els models més recents han posat en relleu la necessitat de considerar diferents aspectes del comportament agradable, com ara la motivació o el desig d'involucrar-se en activitats (anhedonia motivacional), en comparació amb el nivell de gaudi de l'activitat en si (anhedonia consumadora)

Segons William James, aquest terme va ser encunyat per Théodule-Armand Ribot.
"Es pot distingir molts tipus de depressió patològica. A vegades, és simple l'alegria i la tristesa passiva, el desànim, l'abatiment, la falta de gust i la destresa i la primavera. El professor Ribot va proposar el nom d'anhedonia per designar aquesta condició. "L'estat de l'anhedonia, si puc encunyar una nova paraula per emparejar-se amb analgèsia,escriu, ha estat molt poc estudiada, però existeix"
L'anhedonia pot ser una característica de trastorn mental, especialment trastorns de l'estat d'ànim.

## Causes
Els investigadors teoritzen que l'anhedonia pot derivar-se del desglossament del sistema de recompensa del cervell, que implica el neurotransmissor dopamina. Els estudis realitzats per Paul Keedwell, MD, del King's College de Londres, van trobar que els cervells dels participants que estaven deprimits majorment van haver de treballar més per processar experiències gratificants. Tot i que les investigacions anteriors creien que la dopamina estava involucrada principalment en l'experiència subjectiva del plaer, els últims 20 anys han experimentat un canvi conceptual, de manera que es creu que la dopamina es basa en diversos aspectes d'anticipació, aprenentatge i motivació de recompenses " experimentar i / o aprendre sobre el plaer, que sovint, però no sempre és accessible a la consciència ". L'anhedonia es pot caracteritzar com "la capacitat discapacitada de perseguir, experimentar i/o aprendre sobre el plaer, que sovint, però no sempre és accessible a la consciència"
Les condicions del mutisme acinètic i els símptomes negatius estan estretament relacionats. En el mutisme acinètic, un accident cerebrovascular o una altra lesió a l'escorça cingular anterior causa reducció del moviment (acinètic) i de la parla (mutisme).

## Importància en la depressió
L'anhedonia és un símptoma bàsic del trastorn depressiu major, per tant, els individus que experimenten aquest símptoma poden diagnosticar-se amb depressió, fins i tot en absència d'un estat d'ànim baix/deprimit.
El Manual de diagnòstic i estadística dels trastorns mentals (DSM) descriu una "falta d'interès o plaer", però aquests poden ser difícils de discernir, atès que la gent tendeix a estar menys interessada en coses que no els donen plaer. El criteri DSM de la pèrdua de pes probablement estigui relacionat, i moltes persones amb aquest símptoma descriuen la falta de gaudi dels aliments. Les persones que pateixen anhedonia en associació amb la depressió generalment se senten suïcides al matí i millor a la nit, ja que el somni sembla l'única fugida, semblant a la mort. Poden retratar qualsevol dels símptomes no psicòtics i signes de depressió.

## Anhedonia sexual
L'anhedonia sexual en els mascles també es coneix com a 'anhedonia ejaculatòria. Aquesta condició vol dir que l'home ejacula sense cap acompliment del plaer.
La malaltia es troba més freqüentment en els mascles, però les dones poden patir una falta de plaer quan el cos passa també pel procés de l'orgasme.
L'anhedonia sexual pot ser causada per:
- Hiperprolactinèmia
- Trastorn hipoactiu del desig sexual (HSDD), també anomenat desig sexual inhibit
- Baixos nivells de l'hormona testosterona
- Lesió de la medul·la espinal
- Esclerosi múltiple

## Anhedonia social

### Definició
Anhedonia social es defineix com un desinterès típic en el contacte social i es caracteritza per la retirada social i el descens del plaer en les situacions socials. Aquesta característica es manifesta típicament com una indiferència per a altres persones. En contrast amb la introversió, la anhedonia social representa un dèficit en la capacitat d'experimentar plaer.